# Campionati italiani di ciclismo su strada 2006
I Campionati italiani di ciclismo su strada 2006 (Settimana Tricolore 2006) si svolsero in Friuli-Venezia Giulia dal 20 al 24 giugno 2006.

## Le gare
Juniores Uomini
20 giugno, Pordenone - Cronometro - 22,8 km
22 giugno, Caneva - In linea - 125 km
Juniores Donne
20 giugno, Pordenone - Cronometro - 15,6 km
23 giugno, Buja - In linea - 77,5 km
Under 23
20 giugno, Pordenone - Cronometro - 27,8 km
24 giugno, Artegna - In linea - 144,8 km
Donne Elite
20 giugno, Pordenone - Cronometro - 28,4 km
23 giugno, Buja - In linea - 124 km
Elite senza contratto
21 giugno, Sequals - In linea - 172 km
Professionisti
20 giugno, Pordenone - Cronometro - 37,6 km
25 giugno, Gorizia - In linea - 241,5 km

## Risultati
| Eventi                 | Oro                | Tempo                      | Argento            | Tempo   | Bronzo            | Tempo   |
| Professionisti         |                    |                            |                    |         |                   |         |
| Gara in linea dettagli | Paolo Bettini      | 5.59'40" Media 38,936 km/h | Mirko Celestino    | s.t.    | Danilo Di Luca    | s.t.    |
| Cronometro dettagli    | Marzio Bruseghin   | 44'22"35 Media 50,842 km/h | Marco Pinotti      | a 15"19 | Manuel Quinziato  | a 41"57 |
| Elite S.C.             |                    |                            |                    |         |                   |         |
| Gara in linea dettagli | Marco Cattaneo     | 4.14'40" Media 40,365 km/h | Sergio Laganà      | s.t.    | Davide Bonuccelli | a 12"   |
| Uomini Under-23        |                    |                            |                    |         |                   |         |
| Gara in linea dettagli | Francesco Gavazzi  | 3.55'12" Media 36,939 km/h | Maurizio Girardini | s.t.    | Marco Stefani     | s.t.    |
| Cronometro dettagli    | Alan Marangoni     | 34'14"09 Media 47,822 km/h | Francesco Tomei    | a 22"80 | Ermanno Capelli   | a 34"27 |
| Donne Elite            |                    |                            |                    |         |                   |         |
| Gara in linea dettagli | Fabiana Luperini   | 3.22'06" Media 36,813 km/h | Gessica Turato     | a 29"   | Silvia Parietti   | a 1'28" |
| Cronometro dettagli    | Silvia Valsecchi   | 38'04"71 Media 43,804 km/h | Giovanna Troldi    | a 5"38  | Tatiana Guderzo   | a 6"98  |
| Donne Junior           |                    |                            |                    |         |                   |         |
| Gara in linea dettagli | Alessia Massaccesi | 2.09'58" Media 35,778 km/h | Marina Romoli      | a 2"    | Valeria Tagliabue | s.t.    |
| Cronometro dettagli    | Silvia Castoldi    | 21'39"38                   | Elena Berlato      | a 20"25 | Laura Doria       | a 36"81 |
| Juniores               |                    |                            |                    |         |                   |         |
| Gara in linea dettagli | Alfredo Balloni    | 3.10'15" Media 39,422 km/h | Adriano Malori     | s.t.    | Mattia De Maria   | s.t.    |
| Cronometro dettagli    | Adriano Malori     | 28'29"33                   | Angelo Pagani      | a 9"31  | Alfredo Balloni   | a 14"20 |